# Corón
Corón es un municipio (tagalo: bayan; cebuano: lungsod; ilongo: banwa; ilocano: ili; a veces munisipyo en tagalo, cebuano e ilongo y munisipio en ilocano)  de primera categoría perteneciente a la provincia  de Palawan en Mimaropa, Región IV-B de Filipinas. 
De acuerdo con el censo de 2000, tiene una población de 32 243 habitantes en 6264 casas.

## Geografía
Esta municipalidad ocupa parte de la Isla Busuanga y toda la isla de Corón. Ambas islas son parte de las islas Calamianes en el norte de Palawan. Las industrias principales de Corón son la pesca y el turismo, siendo un sitio popular para el buceo.
En la isla Busuanga se encuentran los siguientes barrios:
- San José, con las islas de Dumunpalit, Diboyoyán (Dibuyoyan) y Dimaquiat (Dimakya).
- Decalachao.
- Decabobo, con las islas de Cabilauán, Dicapadiac (Dicapaján) Dimalanta, Dicamaligán, Lawi y Jatuy.
- San Nicolás, con las islas de Dicapadiac, Lauit, Hadyibulao (Dibuloc) y Jatoy.
- Bintuán, con las islas de Lusong, Sangat, Calbi,  Apo y Mayanpayán.
- Guadalupe, con las islas de Danglit, Malpagalén (Lang-aw), ...
- Marcilla, con la isla de Dibatang  (Dibatuc).
- Borac, con la isla de Dinarán.
- Turda, con las islas de Dibalacao y Dimilán.
- Buenavista, con las islas de Dapagal y Napuscud.
- Malawig, con la isla de Sinul.
- Tagumpay.

En la isla de Corón se encuentran los siguientes barrios:
- Banuang Daán
- Cabugao, con la isla de Delián.

Las islas adyacentes son:
- Barrio de Lajala, en la isla de Usón con los islotes de Malapina, Vega, Pedraza, Dibuyod, Cabilauán, Dinanglet, Marinón (Marina), CYC, ...
- Barrio de Tara, en la isla homónima y en las de Bantac, Lagat, Calanhayoún y Lubutlubut  (Malubutglubut); Nanga, Camanga y Diboyán.
- Barrio de Bulalacao, en la isla homónima y en las de Pinamán, Diatolog, Dicalubuán, Gintungaguán (Gintungawan), Mininlay, Ditaytayán, Malaposa, Dipalián, Calumbagán y Canipo.

## Barangayes
El municipio de Corón se divide, a los efectos administrativos, en 23 barangayes o barrios, conforme a la siguiente relación:
| - Banuang Daán - Bintuán - Borac - Buenavista | - Bulalacao - Cabugao - Decabobo - Decalachao | - Guadalupe - Lajala - Malawig - Marcilla | - Población I - Población II - Población III - Población IV | - Barangay V - San José - San Nicolás - Salvación ? | - Tagumpay - Tara - Turda - Población VI |